# Шашиквара
Шашиквара или Шашикуара (абх. Шьашьикәара, груз. შაშიკვარა) — село в Абхазии, в Галском районе частично признанной Республики Абхазия, согласно административному делению Грузии — в Гальском муниципалитете Абхазской Автономной Республики. Расположено у западной окраины райцентра Гал. В административном отношении село представляет собой административный центр сельской администрации Шашикуара.

## Границы
На западе сельская администрация Шашикуара граничит с с/а (селом) Ряп, на юге — с с/а (селом) Сида, на востоке — с с/а (сёлами) Чубурхиндж и Махунджра, на северо-востоке — с райцентном Галского района городом Гал; на севере территория с/а граничит с с/а (селом) Шешелет Очамчырского района.

## Администрация
В состав сельской администрации Шашикуара (Шашиквара) входят сёла:
- Шашиквара (Шашикуара) — 715 человек (1989 г.)
- Мзиури (Махуджра), между с. Шашиквара (Шашикуара) и г. Гал — 1081 человек (1989 г.)
- Патрахуца, к югу от Шашиквара (Шашикуара) и к северу от с/а (села) Сида — 715 человек (1989 г.)

## Население
По данным переписи 1989 года на территории Шашикварской сельской администрации (сельсовета) жило 2511 человек, по данным переписи 2011 года население сельской администрации Шашикуара составило 1447 человек, в основном грузины (98,1 % или 1420 чел.), а также русские (1,4 % или 20 чел.).